# 真光路駅
座標: 北緯31度15分18.43秒 東経121度22分45.8秒 / 北緯31.2551194度 東経121.379389度
真光路駅（しんこうろえき）は中華人民共和国上海市普陀区真如鎮街道、真光路と銅川路の交差点にある、上海軌道交通14号線の駅である。

## 駅構造
島式ホーム1面2線の地下駅で、出口は3箇所ある。

## 駅出口
- 1号出口 - 真光路、銅川路
- 2号出口 - 真光路、銅川路
- 3号出口 - 高陵路、銅川路

## 隣の駅
上海地下鉄
 14号線
真新新村駅 - 真光路駅 - 銅川路駅